# Gabrielle Van Zuylen
Gabrielle (Gaby) van Zuylen van Nyevelt van de Haar, (Perpignan, 9 juli 1933 – Parijs, 3 juli 2010), geboren als Gabriëlle Andrée Iglesias Valayas, was een Frans tuinspecialist en tuindesigner.

## Levensloop
Gabrielle Iglesias Valayas was de dochter van Andres Iglesias Velayos en Mildred Taliaferro. Na haar opleiding aan Radcliffe College in de Verenigde Staten trouwde ze in 1956 in Boston met baron Thierry van Zuylen van Nyevelt van de Haar (1932-2011) met wie ze vier dochters had:
- Alexandra (1957)
- Marina (1958)
- Cordelia (1963)
- Vanessa (1968)

Echtscheiding volgde in 1987. Gabrielle behield haar huwelijksnaam Van Zuylen (met hoofdletter V), onder welke ze publiceerde.
Ze werd een specialiste in het aanleggen van tuinen en publiceerde veel over het onderwerp, vaak over historische tuinen. Haar boeken verschenen meest alle in het Frans en het Engels en sommige werden ook in andere talen gepubliceerd.

## Publicaties
- Private gardens of France, met Anita Pereire, Weidenfeld and Nicolson, Londen, 1983.
- Jardins Privés de France met Anita Pereire, Parijs, 1983.
- The Gardens of Russell Page met Marina Schinz, Stewart, Tabori & Chang, 1991 en 2008
- Les jardins de Russell Page, met Marina Schinz, Flammarion, Parijs, 1991.
- Tous les jardins du monde, coll. „Découvertes Gallimard / Culture et société” (n° 207), Gallimard, Parijs, 1994.
- The Garden - Visions of Paradise, New Horizons series, Thames and Hudson, Londen, 1995.
- Paradise on Earth: The Gardens of Western Europe, Abrams Discoveries series, Harry N. Abrams, 1995
- Alhambra: A Moorish Paradise, Thames and Hudson, Londen, 1999
- Alhambra, un paradis mauresque, Actes Sud, 1999
- Apremont : A French Folly, met Gilles de Brissac, 2004
- Apremont, une folie française, met Gilles de Brissac, Actes sud, 2007
- Monet's Garden In Giverny, Five Continents Editions, Milaan, 2009
- Stourhead : English Arcadia, Vendôme Press

## Medewerkingen
- Pierre Bergé, Madison Cox & Claire de Virieu,  Majorelle Gardens Of Marrakech, met een voorwoord door Gabrielle Van Zuylen, Thames and Hudson, Londen, 1999.
- Francis Dorléans & Claire de Virieu,  Private Gardens of the Fashion World, met een voorwoord door Gabrielle van Zuylen, Abbeville Press, Londen, 2000.